# Muras
Muras egy község Spanyolországban, Lugo tartományban. Muras Vilalba, Xermade, As Pontes de García Rodríguez, Mañón, Ourol, O Valadouro és Abadín községekkel határos. Lakosainak száma 600 fő (2024).

## Népesség
A település népessége az elmúlt években az alábbi módon változott:
| Lakosok száma | 1112 | 978  | 891  | 830  | 754  | 696  | 648  | 642  | 606  | 600  |
|               | 2001 | 2004 | 2007 | 2009 | 2012 | 2014 | 2017 | 2019 | 2022 | 2024 |